# Desmatelesia coerulea
Desmatelesia coerulea is een mosdiertjessoort uit de familie van de Plagioeciidae. De wetenschappelijke naam van de soort is, als Tubulipora coerulea, voor het eerst geldig gepubliceerd in 1929 door Canu & Bassler.